# Li Hak-son
Li Hak-son   (12 d'agost de 1969) és un lluitador nord-coreà, ja retirat, especialista en lluita lliure, que va competir durant les dècades de 1980 i 1990.
El 1992 va prendre part en els Jocs Olímpics d'Estiu de Barcelona, on guanyà la medalla d'or en la competició del pes mosca del programa lluita lliure.
En el seu palmarès també destaca una medalla de plata en el Campionat del Món de 1989, i tres medalles en els Campionats Asiàtics de lluita, dues d'or i una de plata.